# 야마우치 스즈란
야마우치 스즈란(일본어: 山内 鈴蘭, 1994년 12월 8일 ~ )는 일본 여성 아이돌 그룹 전 SKE48 팀S의 멤버이다.

## 내력
2009년
- 9월 20일, 《AKB48 제6기 연구생 (9기생) 오디션》에 합격.

2010년
- 5월부터 6월에 걸쳐 실시된 《AKB48 17th 싱글 선발 총선거》에서는 36위로, 언더 걸즈에 선출되었다.
- 12월 8일, 《AKB48 극장 5주년 특별 기념 공연》에서, 동기인 오오바 미나, 시마자키 하루카, 시마다 하루카, 타케우치 미유, 나카무라 마리코, 모리 안나, 나가오 마리야와 함께, 정규 멤버로의 승격이 발표되었다. 그러나 기존 팀에 빈자리가 없어, 그 후에는 정규 멤버 56명에 포함되면서 소속은 팀 연구생인채로, 경우에 따라서는 연구생 취급이 되었다.

2012년
- 3월 25일, 콘서트 《업무 연락. 부탁해, 카타야마 부장! in 사이타마 슈퍼 아레나》의 3일째 공연에서 호리프로의 이적 타진이 있었던 것이 발표되었다[1].
- 5월부터 6월에 걸쳐 실시된 《AKB48 27th 싱글 선발 총선거》에서는 54위로, 퓨처 걸즈에 선출되었다[2].
- 8월 24일에 개최된 《AKB48 in TOKYO DOME ~1830m의 꿈~》 첫날 공연에서, 팀4의 해체에 따라 팀B로 이동하는 것이 발표되었다[3].

2013년
- 5월부터 6월에 걸쳐 실시된 《AKB48 32nd 싱글 선발 총선거》에서는 61위로, 퓨처 걸즈에 선출되었다.

2014년
- 2월 24일, Zepp DiverCity에서 개최된 《AKB48 그룹 대조각 축제》에서, 팀S로의 완전이적이 발표되었다.
- 5월부터 6월에 걸쳐 실시된 《AKB48 37th 싱글 선발 총선거》에서는 69위로, 업커밍 걸즈에 선출되었다[4].

2015년
- 5월부터 6월에 걸쳐 실시된 《AKB48 41st 싱글 선발 총선거》에서는 63위로, 퓨처 걸즈에 선출되었다[5].

2017년
- 전 쟈니스 출신의 신가키 유토(新垣佑斗)와의 열애가 발각 되었다.

2021년
- 11월 30일, SKE48를 졸업.